# Richard Riess

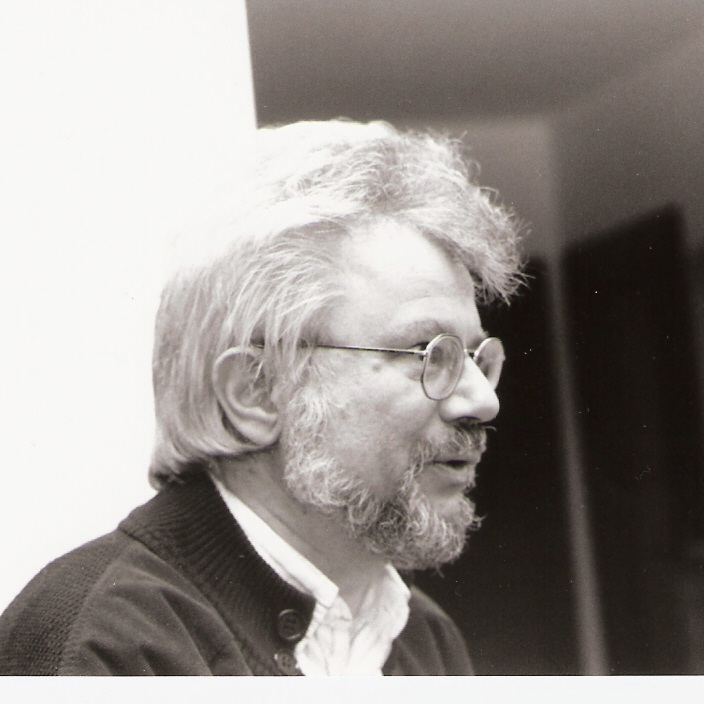
Richard Riess (1989)

Richard Riess (* 6. Dezember 1937 in Sennfeld) ist ein emeritierter Professor für Praktische Theologie. Er war von 1979 bis 2003 Professor an der Augustana-Hochschule Neuendettelsau. Richard Riess gehört zu den ersten, die eine praxisorientierte, empirisch-personenbezogene Seelsorgeausbildung für die Pfarrer der Evangelischen Kirche in Deutschland (Klinische Seelsorgeausbildung) einführten.

## Leben
Richard Riess wuchs als Sohn eines Schreiners in Sennfeld auf. Der Vater fiel am 10. Juni 1940 in Frankreich. Der Sohn lebte danach bei den Großeltern auf dem Bauernhof „im Rhythmus von Natur und Kirchenjahr“. Nach dem Abitur 1957 studierte Riess Evangelische Theologie und Diakoniewissenschaften in Erlangen, Heidelberg und Neuendettelsau und legte 1963 sein erstes theologisches Examen ab. Im Anschluss nahm er in Chicago und Boston 1963/64 mit einem Stipendium des Weltkirchenrats an einem clinical pastoral training teil. Von 1964 bis 1966 war er Vikar in München-Nymphenburg und wurde nach seinem zweiten theologischen Examen zum Pfarrer ordiniert. Er war 1966–1972 wissenschaftlicher Mitarbeiter an der Universität Erlangen bei Kurt Frör und arbeitete mit Dietrich Stollberg. Der Versuch von Riess und Stollberg, die Erkenntnisse der Pastoralpsychologie an der Universität fruchtbar zu machen, stieß auf Ablehnung: „Was soll der psychologische «Schweinkram» an unserer ehrbaren Fakultät?“ Auch eine Fahrt zur Kirchenleitung der bayerischen Landeskirche nach München geriet zum Fiasko. Man wollte keine Neuerungen in der Theologenausbildung. Nach einem Vortrag über Pastoralpsychologie in Darmstadt kam das Angebot der Evangelischen Kirche in Hessen und Nassau, als Supervisor am Universitätsklinikum Frankfurt zu arbeiten, was er bis 1973 auch tat. Er promovierte 1973 an der Universität Erlangen (Dr. theol.).  Danach war er bis 1979 Dozent am Pastoralkolleg in Neuendettelsau, einer kirchlichen Weiterbildungsstätte. Seit 1974 hatte er einen Lehrauftrag an der Augustana-Hochschule. Parallel studierte er 1973–1978 Psychologie in Erlangen, machte Psychoanalyse und Lehranalyse und bestand mit dem Diplom. Im Abschluss lehrte er bis zur Emeritierung in Neuendettelsau, wo er 14 Promotionen und 4 Habilitationen betreute.
Mit seiner Frau Helga hat er einen Sohn, Matthias Ludwig, der als Anästhesist an der Vanderbilt University lehrt.

## Publikationen

### Autor
- Seelsorge: Orientierung, Analysen, Alternativen. Vandenhoeck & Ruprecht, Göttingen 1973.
- Perspektiven der Pastoralpsychologie. Vandenhoeck & Ruprecht, Göttingen 1974.
- Der Gott der Lilien: Studien zu biblischen Texten und Themen. Vandenhoeck & Ruprecht, Göttingen 1981.
- Motivation zu Theologiestudium und Pfarrerberuf: eine empirische Untersuchung an Theologiestudenten im Studieneingangsbereich, Erlangen, 1983.
- Pfarrer werden? Zur Motivation von Theologiestudenten, Göttingen 1986.
- Sehnsucht nach Leben: Spannungsfelder, Sinnbilder und Spiritualität der Seelsorge, Göttingen 1987.
- Bis der Morgen kommt: Worte der Bibel und Wirklichkeiten der Zeit, München 1991.
- Die verletzlichen Jahre: Handbuch zur Beratung und Seelsorge an Kindern und Jugendlichen, zusammen mit Fiedler, Kirsten (hrsg.), Gütersloh 1993. 2. Auflage, Lit, Berlin/Münster 2009, ISBN 978-3-8258-1824-1.
- Die Wandlung des Schmerzes: Zur Seelsorge in der modernen Welt, Vandenhoeck & Ruprecht, Göttingen 2009, ISBN 978-3-525-57003-6.
- Das leise Rauschen der Zeit: Religiöse Texte. Mit Bildwerken von Alfred Darda, Athena, Oberhausen 2012, ISBN 978-3-89896-517-0.

### Herausgeber
- Haus in der Zeit – Das evangelische Pfarrhaus heute, mit Beiträgen von C.+ S. Bartels, Friedrich Wilhelm Kantzenbach, J. Hanselmann u. a., Chr. Kaiser Verlag, München 1979, ISBN 3-459-01222-6.
- Freundschaft. Lambert Schneider, Darmstadt 2014, ISBN 978-3-650-40016-1.
- Dem Entsetzen täglich in die Fratze sehen: Über die dunkle Seite des Menschen, WBG Theiss, Darmstadt 2019, ISBN 978-3-8062-3854-9.